# ヤン・ボジル
ヤン・ボジル（チェコ語: Jan Bořil、1991年1月11日 - ）は、チェコのサッカー選手。チェコ代表。ポジションはDF。

## クラブ歴
FKムラダー・ボレスラフで下部組織からトップチームに昇格。2010-11シーズンはFKヴィクトリア・ジジュコフに期限付き移籍した。
2016年夏にSKスラヴィア・プラハに完全移籍。2018年5月19日に行われたボハール・チェスケー・ボシュスティ決勝に出場し、タイトル獲得に貢献した。

## 代表歴
2017年9月1日に行われた2018 FIFAワールドカップ・ヨーロッパ予選グループCのドイツ代表戦で代表初出場を記録した。